# Chantagem nuclear
A chantagem nuclear é uma forma de estratégia nuclear na qual um dos estados usa a ameaça de uso de armas nucleares para forçar um adversário a realizar ou abster-se de ações. É o uso ilegítimo percebido de dissuasão ou coerção nuclear. A coerção nuclear tem sido caracterizada como mais difícil ou impossível de implementar. Está relacionada com o conceito de brinksmanship nuclear.

## História

### Pelo Reino Unido
Após a Segunda Guerra Mundial, o Reino Unido recuperou o controlo de Hong Kong, enquanto que o continente passou a ser controlado pela República Popular da China comunista. Compromissos militares britânicos a leste do Suez no período pós-guerra e, portanto, considerou Hong Kong completamente indefensável no caso de uma tomada chinesa. Os britânicos acreditavam que suas únicas opções de resposta seriam o abandono ou a retaliação nuclear. Eles, portanto, desejavam sinalizar à China que esta última seria empregada. O Reino Unido estacionou armas nucleares em Singapura de 1962 a 1970. O Reino Unido também desejava sinalizar a retaliação nuclear americana; em 1961, o Ministro da Defesa Harold Watkinson escreveu ao gabinete britânico: "O nosso objetivo é encorajar os chineses a acreditar que um ataque a Hong Kong envolveria retaliação nuclear dos EUA." Este objetivo exigia um contrapeso contra qualquer perceção de Hong Kong como um posto avançado militar dos EUA.

### Pela Rússia
Em 24 de fevereiro de 2022, no discurso de TV onde Vladimir Putin anunciou a invasão da Ucrânia pela Rússia, Putin alertou que qualquer país que interferisse enfrentaria consequências que nunca haviam encontrado em sua história. Isto foi amplamente interpretado como uma ameaça de ataque nuclear. Vários dias depois, Putin colocou as forças nucleares da Rússia num estado de alerta mais alto. Os Estados Unidos alertaram a Rússia sobre as consequências "catastróficas" para a Rússia se a Rússia usasse quaisquer armas nucleares após os reveses na invasão russa da Ucrânia.
Em 25 de setembro de 2024, Putin alertou o Ocidente de que, se atacada com armas convencionais, a Rússia consideraria uma retaliação nuclear. Putin passou a ameaçar as potências nucleares de que, se apoiassem o ataque de outro país à Rússia, seriam consideradas participantes de tal agressão. Isto foi descrito pelo gabinete do presidente ucraniano Volodymyr Zelensky como chantagem nuclear.

### Pela China
Durante a Terceira Crise do Estreito de Taiwan, o tenente-general do ELP Xiong Guangkai foi citado dizendo ao diplomata senior dos EUA Chas W. Freeman Jr.: "Na década de 1950, vocês ameaçaram por três vezes ataques nucleares à China, e vocês podiam fazer isso porque não conseguimos ripostas. Agora podemos. Então vocês não nos vão ameaçar novamente porque, no final, vocêm importam-se muito mais com Los Angeles do que com Taipé." O conselheiro de segurança nacional Anthony Lake posteriormente questionou o oficial de segurança nacional chinês Liu Huaqiu sobre esta ameaça, que respondeu que a ameaça não era política da China.

### Por outros
Após o conflito Índia-Paquistão de 2025, o primeiro-ministro indiano Narendra Modi declarou que o Paquistão estava envolvido em chantagem nuclear, que a Índia não toleraria mais, acrescentando que o país não seria intimidado por ameaças nucleares.
Em 1981, o diretor de segurança do Departamento de Energia dos EUA, Martin Dowd, disse que houve 75 casos nos últimos cinco anos de chantagem nuclear por pessoas que ameaçavam liberar material radioativo no público, em que quase todos os casos eram ameaças de "malucos e esquisitos", mas várias tentativas de chantagem foram sérias.